# The House of Usher
The House of Usher ist eine 1990 von Jörg Kleudgen und Markus Pick gegründete Gothic-Rock-Band. Die Namensgebung erfolgte nach der Novelle Der Untergang des Hauses Usher von Edgar Allan Poe.

## Geschichte

### 1990–2000
Die Band wurde im Sommer 1990 gegründet. Erste Konzerte fanden allerdings erst Anfang 1992 mit René Löffler an der Gitarre und Robert Nessler am Bass sowie einem Drumcomputer statt.
Im Herbst 1993 veröffentlichte The House of Usher in Eigenregie ihre erste Split-EP „Relic“ in Zusammenarbeit mit den befreundeten Bands Substance of Dream und Bluefield. Im selben Jahr erschien das Mini-Album „Black Sunday“ auf Nyctalopia Records.
Im Sommer 1994 erschien das Debütalbum „Stars Fall Down“, woraufhin die Band eine kleine Tour nach Italien antrat. Dort spielten sie in Modena, Pisa und Turin.
Ende des Jahres bei ihrem ersten Konzert mit einem Live-Drummer im Keller des Hauses Metternich in Koblenz zerfiel das Line-up aufgrund von musikalischen Differenzen.
In der ersten Hälfte des Jahres 1995 formierte sich die Band neu und der Gitarrist Kai Schindelka verstärkte das Line-up. Allerdings verließ dieser The House of Usher nach einem knappen halben Jahr aus gesundheitlichen Gründen nach einem Konzert in Regensburg.
Nach seinem Weggang stießen im Sommer zwei neue Bandmitglieder zur Band: Ray Nottinger am Bass und Victor Constrictor an der Gitarre. Beide spielten früher in der Band The Permanent Confusion.
1996 wurde die CD-Single „Succubus“ sowie das Album „Zephyre“ veröffentlicht. Konzerte im Rahmen des 7. „Night of Darkness“-Festivals in der Kulturfabrik Krefeld sowie auf der Popkomm in Köln folgten.
Nach einem Auftritt am 16. Oktober in Bochum verließen Ray Nottinger und Victor Constrictor die Band und wurden durch Tom Dornebusch von Cadra Ash am Bass, und Martin Krötz an der Gitarre ersetzt. Ein Auftritt auf dem Black Celebration-Festival in Darmstadt folgte.
1997 erschien die Maxi-CD „Earthbound“, auf der ein Video der Band als Bonustrack erschien. Erneut gab es eine Umbesetzung in der Band und Tom Dornebusch wurde von Alexander Schneiders am Bass ersetzt.
Nach der Veröffentlichung der Vinylsingle „To Sow a Storm“ im Frühjahr 1998 verließ Markus Pick die Band. Im Sommer desselben Jahres erschien das Album „Black Sunday Chronology“ und als weiterer Höhepunkt folgte der Auftritt beim 1. Beirut Rock-Festival im Libanon zusammen mit den Dreadful Shadows, organisiert von einem libanesischen Radio- und Fernsehsender.
Im Herbst 1998, während der Arbeit am „Cosmogenesis“-Album, stieß Dominic Daub, ehemals Gitarrist der Band Arts & Crafts, zum Line-up. Ein Konzert in Eeklo in Belgien wurde mitgeschnitten und wurde als limitierte Live-CD unter dem Titel „Cerebral Darkness“ veröffentlicht. Ebenso erschien im Herbst das mittlerweile fünfte Album der Band, woraufhin sie eine Tour mit den britischen Midnight Configuration absolvierte. Aufgrund der großen Nachfrage wurden auf dieser Tour Konzerte mitgeschnitten, die dann im selben Jahr auf einer Live-CD mit dem Namen „Goth Wars“ im Eigenvertrieb erschienen.

### 2000–2010
Im April des Jahres 2000 verließ Bassist Alexander Schneiders die Band und wurde von Ralf Dunkel von der Band Fallen Apart ersetzt. Er spielte erstmals Bass auf der Split-EP „Burning Gates“ und während eines Auftritts auf dem Gothic World Treffen in Geretzhoven. Kurz darauf folgte ein Auftritt auf dem M’era Luna Festival in Hildesheim mit Bands wie Faith and the Muse, The Mission, The Sisters of Mercy und HIM.
Im Sommer desselben Jahres entschloss sich die Band zu einer Projektwoche in Saint-Quay-Portrieux in der Bretagne, um mit dem nächsten Album „Inferno/L’enfer“ zu beginnen. Ziel war es, in einer nach außen abgeschotteten Umgebung die Eindrücke und Mythen des Landes auf die entstehende Musik wirken zu lassen.
Am 6. Oktober folgte ein Akustikkonzert im Leipziger Haus des Buches. Dieses Konzert wurde mitgeschnitten und erschien später unter dem Namen „An Eve With Discord“ im Eigenvertrieb. Unterstützt wurde die Band bei diesem Konzert durch den Fallen-Apart-Schlagzeuger Axel Burgard, der anschließend fester Bestandteil des Line-ups wurde.
Im Mai 2001 folgten Auftritte in Leeds und London mit Live-Schlagzeuger Axel Burgard. Diese Tour führte im November weiter nach Deutschland und Österreich mit den Stationen Düsseldorf, Bremen, Aachen, Wien, Hamburg und Münster.
Im März des Jahres 2002 erschien das Album „Inferno/L’enfer“. Vom 6. bis 13. April zog sich die Band für eine Arbeitswoche nach Cornwall in den Südwesten Englands zurück. Um sich inspirieren zu lassen, besuchte die Band mehrere spektakuläre Orte wie Tintagel, die Lizard-Halbinsel, St. Agnes und St. Ives. Der auf einem verfallenen Haus angebrachte BBC-Schriftzug „Radio Cornwall“ inspirierte die Band zum neuen Albumtitel. Im selben Jahr spielte die Band auf dem 11. Wave-Gotik-Treffen in Leipzig und dem Zillo-Festival. Ebenso spielte die Band ein Konzert in Lorient in der Bretagne, das mitgeschnitten und unter dem Titel „Engrammaton“ veröffentlicht wurde.
Im Frühjahr 2003 verließ Martin Krötz die Band und im Herbst nach einem Abschiedskonzert im Bochumer Zwischenfall folgte ihm Dominic Daub. Zur selben Zeit kehrte Markus Pick, Gründungsmitglied der Band, an der Gitarre unterstützt von einem weiteren ehemaligen Mitglied, René Löffler, auch an der Gitarre zurück.
Im März 2004 veröffentlichte die Band die Split-Single „Hegemony“ zusammen mit Fallen Apart, woraufhin im Juli ein Akustikkonzert zusammen mit Violet als erster und einziger Auftritt einer Band in der Reckenhöhle in Balve folgte. Im November ging die Band wieder auf einer Tour durch Italien mit den Stationen Rom, Bassano del Grappa, Prato und Mailand. Es wurden wieder Live-Mitschnitte dieser Konzerte angefertigt, die noch im selben Jahr unter dem Titel „Il Canto dell’Oscurita“ als limitierte Live-CD erschienen.
Im April 2005 erfolgte die Veröffentlichung der Split-Single „Sanctuary“ zusammen mit Ikon, und die Arbeiten am Album „Radio Cornwall“ wurden weitergeführt, dessen Erscheinen auf Herbst 2005 festgelegt wurde. Im Mai stieß der ehemalige The-Crack-of-Doom-Bassist Georg Berger zunächst als Aushilfe an der Gitarre zur Band, wurde aber wenig später Vollmitglied. René Löffler in seiner Funktion als Produzent zog sich aus dem Live-Betrieb zurück. Im Herbst startete die Band eine Promotionstournee für das Album „Radio Cornwall“, das am 1. Dezember 2005 dann auch veröffentlicht wurde. Die Stationen dieser Tour waren Hamm, Berlin, Greifswald, Mannheim und Hagen.
Im Januar 2006 begannen die Arbeiten am neuen Album. Im Sommer erschien „Radio Cornwall“ in Russland in Lizenz von Shadowplay Release als CD im Pappschuber und enthält einen Bonus-Videotrack. Markus Pick an der Gitarre verließ die Band und wurde durch das ehemalige Mitglied Martin Krötz, der nach dreijähriger Pause zurückkehrte, ersetzt.
Im März 2007 erschien die Single „Conspiracy“, zusammen mit The Escape. Bei den Stücken „Into the Blue“ und „Friendly Fire“ spielte Ingo Klemens von The Escape Gitarre. Ebenso war er der Produzent. Im April coverte The House of Usher im Auftrag des BLITZ-Verlages eine über neunminütige Interpretation des Pink-Floyd-Klassikers „Set the Controls for the Heart of the Sun“ aus dem Jahre 1968 als Titelmusik der Science-Fiction-Hörbuchserie TITAN ein.
Im November erschien die 80-minütige Retrospektive „When Our Idols Fall“ als eine Sammlung von raren und obskuren Titeln. Ebenso gab die Band Konzerte in Koblenz, Hilden, Leipzig und Soest.
Im Januar 2008 begannen die Aufnahmen zum mittlerweile neunten Album, das den Namen „Angst“ tragen soll. Die Veröffentlichung wurde für den Herbst 2008 geplant. Ende desselben Monats spielte die Band als Vorgruppe ein Konzert für die Art-Punk-Band Savage Republic in Hilden. Im Oktober gab die Band ein Konzert in Brno in Tschechien. Die Veröffentlichung des Albums „Angst“ verschob sich.
Im Februar 2009 erschien das Album „Angst“, und im April spielte die Band auf dem britischen Whitby Gothic Weekend zwei Konzerte. Eines davon ist ein Akustikkonzert im Hotel The Metropole. Am nächsten Tag spielte die Band im „Whitby the Spa Pavillon Theatre“. In Deutschland folgten weitere Konzerte, eines in Dortmund im Juni und weitere im Herbst in Frankfurt am Main und Berlin sowie eines im österreichischen Dornbirn. Ebenso wurden die Arbeiten an der DVD sowie dem gleichnamigen Buch „Necrologio“ abgeschlossen. Im Dezember stieß als neuer Gitarrist Tom O’Connell (ex-Garden of Delight) als Ersatz für Martin Krötz in die Band ein.

### Ab 2010

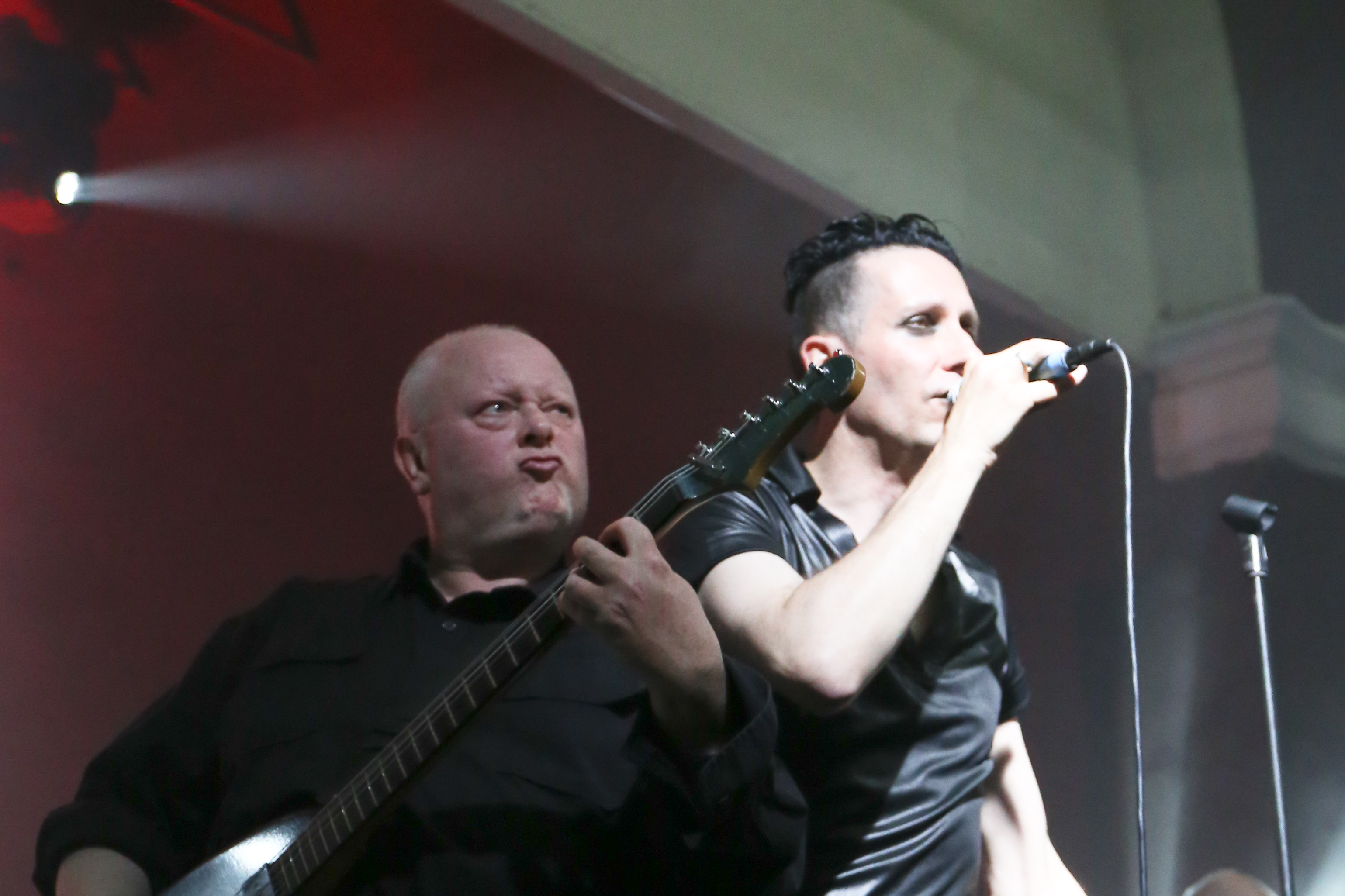
The House of Usher auf dem WGT 2016

Im Januar 2010 erschien die erste DVD und das dazugehörige Buch der Band mit dem Titel Necrologio. Enthalten sind Videos, Livemitschnitte, Fotos, unveröffentlichte Stücke aber auch ein Hörspiel von 1996, das als Vertonung einer Erzählung von Christian von Aster entstand und außer einer einzigen Aufführung auf dem Wave-Gotik-Treffen nie öffentlich gemacht wurde. Ein neues Album ist für das Frühjahr 2011 angekündigt.
Am 2. April spielte die Band zusammen mit Firehead 92 und Grooving in Green in Berlin und am 23. April in Bochum im Zwischenfall zusammen mit Epic Dreams, Rozencrantz und Psyche. Im selben Monat, am 22. April, veröffentlicht die Band den ersten Teil einer in Eigenregie produzierten CD Edition, der Archive-Reihe, mit dem Titel „Archive One“. Diese enthält eine unveröffentlichte Lesung des Buches Cosmogenesis von Christian von Aster, die im Jahr 2006 im Auftrag des Blitz-Verlages für ein Hörbuch zur Kurzgeschichtensammlung von Jörg Kleudgen entstand, aber nie erschien. Am 19. Juni erschien die zweite CD aus der Archive-Reihe „Archive Two“. Diese CD beinhaltet eine alte 4-Spur-Demokassette aus dem Jahre 1992 und trägt den Titel „Wedge Beating Wrath“. Es handelt sich um die ersten dreizehn Lieder der Besetzung Kleudgen/Pick/Löffler/Nessler. Auf der Bonus-CD finden sich Konzertmitschnitte aus jener Zeit und ein Beiblatt erläutert die Hintergründe der Entstehung. Am 16. Juli absolvierte die Band einen Auftritt auf dem Waregem Gothic Festival in Belgien und am 3. September auf der Nocturnal Culture Night im Kulturpark zu Deutzen. Bei diesem Auftritt wurde die Spielzeit der Band von der Festivalleitung bis auf 20 Minuten gekürzt da die Bühnentechnik nicht funktionierte. Im November und Dezember war eine kleine Tour mit den Merciful Nuns und Whispers in the Shadow geplant, die aber dann doch abgesagt wurde. Am 12. November spielte die Band ein Konzert in Prag zusammen mit XIII. Století vor über 500 Zuschauern. Die Band begab sich danach ins Studio zurück, um mit den Arbeiten an ihrem mittlerweile neunten Studioalbum fortzufahren.
Am 29. Januar 2011 trat die Band im Musiktheater Piano in Dortmund zusammen mit der Band Tagismar auf. Das im April/Mai erscheinende Album soll nun den Namen „Pandora’s Box“ tragen. Am 3. Februar erscheinen drei weitere CDs aus der Archive-Reihe, „Archive Three, Four und Five“. Diese beinhalten die ersten drei vergriffenen Alben der Band. Außerdem enthält jede CD ein Beilegeblatt, auf dem kurz die Hintergründe der Entstehung erläutert werden. Archive Three und Five beinhaltet zusätzlich eine Bonus-CD mit Alternativversionen und einem Konzertmitschnitt vom 21. Juli 1999 im Heidelberger Schwimmbad-Club.

## Stil
Die Musik der Band findet ihre Wurzeln im Gothic- oder Waverock der 80er-Jahre. The Mission, The Cult, The Sisters of Mercy, Killing Joke und Joy Division spiegeln sich in dem seit „Cosmogenesis“ markanten Sound von The House of Usher wider, der von Gitarren dominiert wird. Generell ist es Ziel, einen Eindruck von Weite in den Stücken auszudrücken, das allerdings bisweilen in ein Gefühl von Einsamkeit umschlagen kann. Die CD-Veröffentlichungen gehen einher mit Kurzgeschichten des Sängers Jörg Kleudgen, dessen Texte alltägliche Beobachtungen und Erlebnisse auf eine Meta-Ebene transportieren.

## Galerie

The House of Usher, Besetzung live auf dem Nocturnal Culture Night 2018 in Deutzen
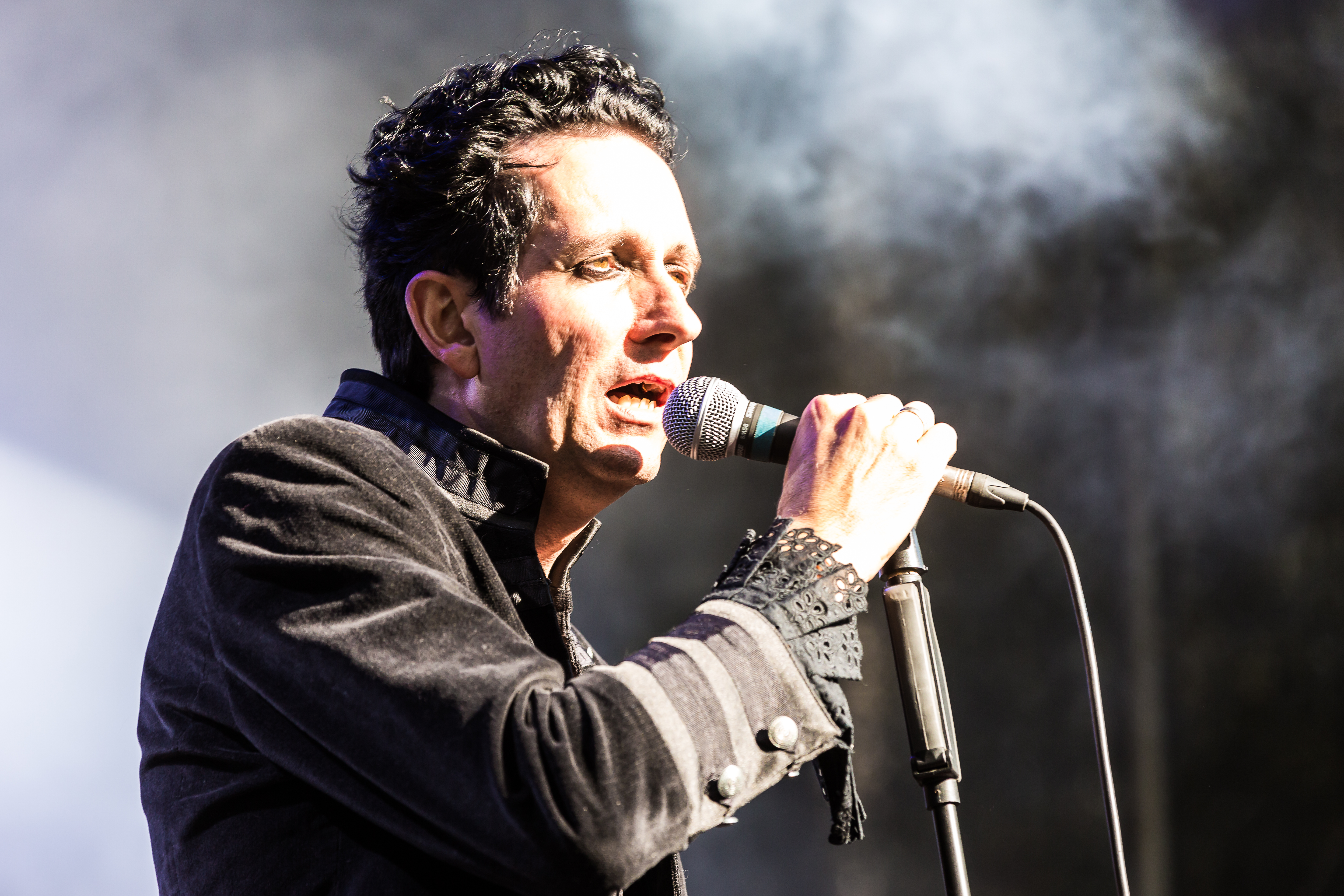
Sänger Jörg Kleudgen
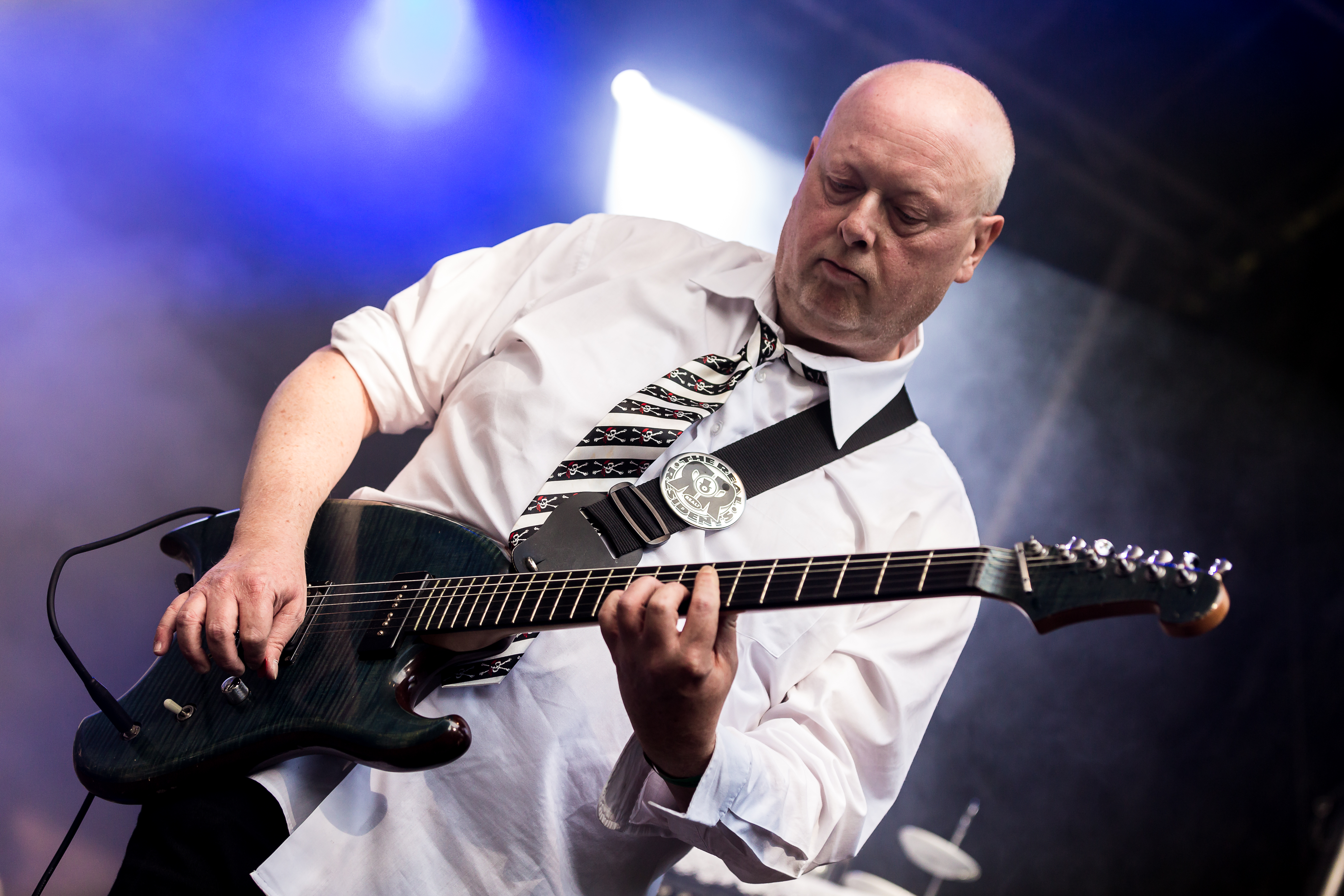
Gitarrist Georg Berger
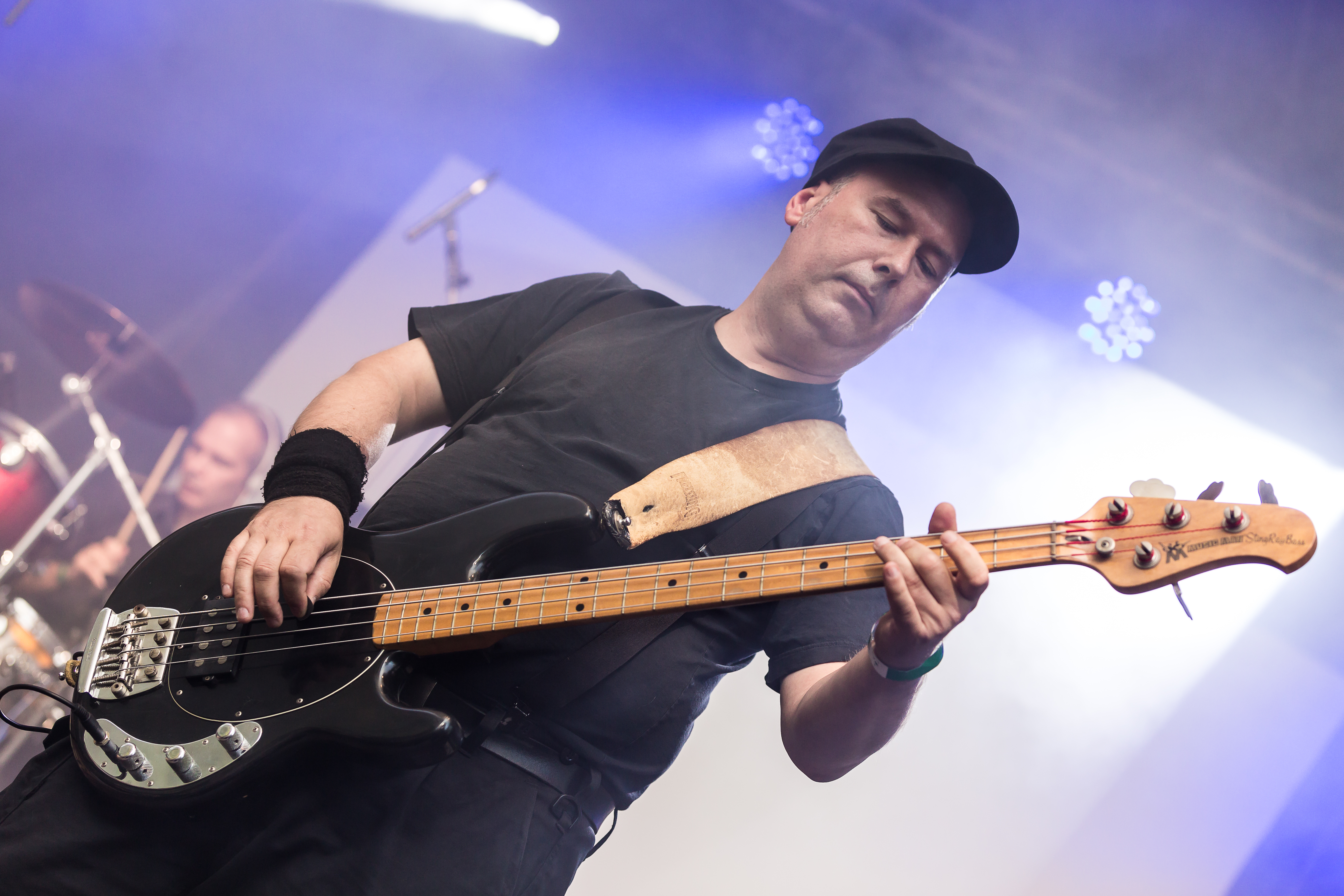
Bassist Ralf Dunkel
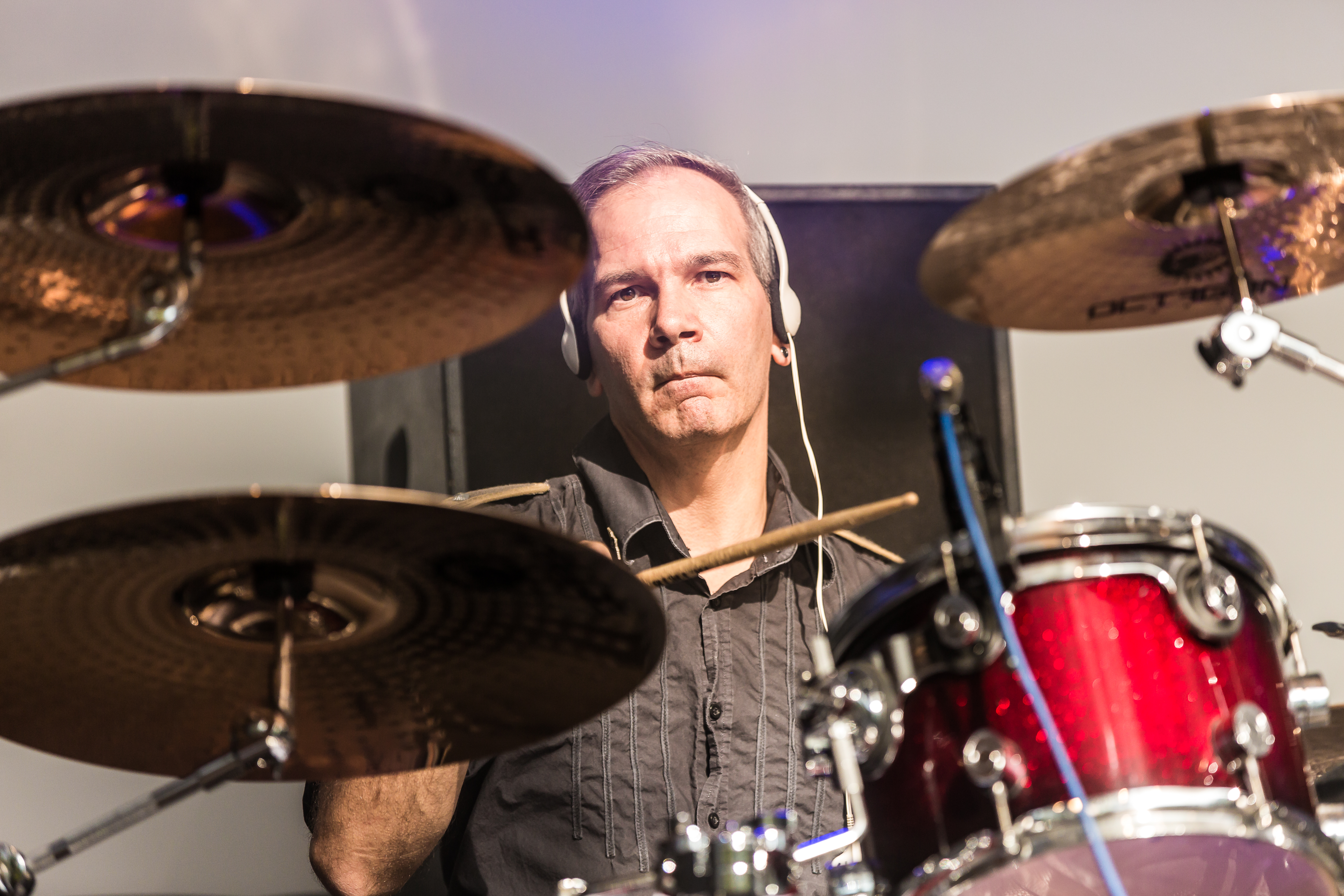
Schlagzeuger Gerwin Spalink

## Diskografie

### Alben
- 1993: Black Sunday (Mini-Album, Nyctalopia Records)
- 1994: Stars Fall Down (Celtic Circle Productions)
- 1996: Zephyre (Celtic Circle Productions)
- 1998: Black Sunday Chronology (Nightbreed Recordings)
- 1999: Cosmogenesis (Équinoxe Records)
- 2002: Inferno/l’enfer (Équinoxe Records)
- 2005: Radio Cornwall (Équinoxe Records)
- 2007: When Our Idols Fall (Shadowplay Release)
- 2009: Angst (Équinoxe Records)
- 2011: Pandora's Box (Équinoxe Records)
- 2015: Inauguration (Équinoxe Records)
- 2018: Roaring Silence (Équinoxe Records)
- 2020: Holyghost (Équinoxe Records)
- 2023:  Echosphere (Equinoxe Records)
- 2024:  Iconography (Equinoxe Records)

### EPs
- 1993: Relic (Split-EP mit Substance of Dreams und Bluefield, Eigenvertrieb)
- 2000: Burning Gates (Split-EP mit Burning Gates, Eigenvertrieb)
- 2010: Archive One (Eigenvertrieb)
- 2010: Archive Two (Eigenvertrieb)
- 2011: Archive Three (Eigenvertrieb)
- 2011: Archive Four (Eigenvertrieb)
- 2011: Archive Five (Eigenvertrieb)
- 2011: Archive Six (Eigenvertrieb)

### Singles
- 1996: Succubus (Single, Celtic Circle Productions)
- 1997: Earthbound (Maxi-Single, Celtic Circle Productions)
- 1998: To Sow a Storm (Single, Eigenvertrieb)
- 2004: Hegemony (Split-Single mit Fallen Apart, Équinoxe Records)
- 2005: Sanctuary (Split-Single mit Ikon, Équinoxe Records)
- 2007: Conspiracy (Split-Single mit The Escape, Équinoxe Records)
- 2013: Reincarnation (Équinoxe Records)
- 2020: Hibernation (Split-Single mit Reptyle, Equinoxe Records)

### Live-CDs
- 1999: Cerebral Darkness (live in Eeklo/Belgien, Eigenvertrieb)
- 1999: Goth Wars (Eigenvertrieb)
- 2000: An Eve with Discord (live Akustikkonzert im Leipziger Haus des Buches, Eigenvertrieb)
- 2002: Engrammaton (live in Lorient/Bretagne, Eigenvertrieb)
- 2004: Il Canto dell’Oscuritá (Livemitschnitte der Italientour, Équinoxe Records)

### DVD mit Buch
- 2010: Necrologio (Équinoxe Records)